# Henry Okah
Henry Okah (* 1965 in Ikorodu, Nigeria) ist ein nigerianischer ehemaliger Anführer der Widerstandsgruppe Movement for the Emancipation of the Niger Delta (MEND).
Okah absolvierte die Marineakademie in Nigeria. Seit 2004 lebt er in Südafrika, für das er eine Daueraufenthaltsgenehmigung hat. Er ist wohlhabend und besitzt ein Haus in Johannesburg. Während einer Reise wurde er 2007 in Angola verhaftet und 2008 nach Nigeria ausgeliefert. Dort kam es zu keiner Verurteilung, da er von einer Amnestie für MEND-Kämpfer profitierte.
Am 14. Oktober 2010 begann in seinem Wohnort Johannesburg ein Prozess wegen Verschwörung und Terrorismus gegen Okah. Er wurde beschuldigt, als Drahtzieher eines Autobomben-Attentats während der Feiern zum 50. Unabhängigkeitsjahrestag am 1. Oktober 2010 in Abuja, der Hauptstadt Nigerias, den Tod von zwölf Menschen verschuldet zu haben. 36 Menschen wurden dabei verletzt. Weiterhin wurde ihm die Beteiligung an einem zweiten Autobomben-Attentat am 15. März 2010 in Warri vorgeworfen, durch das eine Person starb und 11 schwer verletzt wurden. 
Am 21. Januar 2013 wurde Okah in 13 Fällen terroristischer Aktivitäten für schuldig befunden und im März das Strafmaß verkündet. Für jedes der beiden Autobombenattentate wurde er zu je 12 Jahren Haft verurteilt, außerdem zu 10 Jahren Haft für seine Drohungen gegen die südafrikanische Regierung nach seiner Verhaftung. Da letztere Strafe parallel zu den anderen abläuft, beträgt seine Gesamthaftzeit 24 Jahre. Der Richter gab mehrere mildernde Umstände an, die ihn von einer höheren Strafe abgehalten hatten. Die politische Motivation für Okahs Taten sei gewesen, die Gesellschaft im Nigerdelta zu verbessern. Er sei in Nigeria als starker Führer eingeschätzt worden. Er habe keine Vorstrafen und sei Ehemann und Vater von vier Kindern, deren Leiden ebenfalls strafmildernd beachtet werden müssten. Allerdings hätte Okah während des Prozesses keine Verantwortung für die Taten übernommen und zeige keine Reue. Er verbüßt seine Haftstrafe in Südafrika.
Henry Okahs jüngerer Bruder, Charles Okah, wurde 2018 in Abuja zu einer lebenslangen Freiheitsstrafe verurteilt für seine Beteiligung an den Attentaten im Jahr 2010.